# Ханчжоу
Ханчжо́у (кит. спр. 杭州, піньїнь: Hángzhōu), застар. Ханчоу (Hangchow) — місто субпровінційного рівня Китайської Народної Республіки, столиця провінції Чжецзян. Ханчжоу розташований за 180 км на південний схід від Шанхая, населення міської зони Ханчжоу становить 1,75 млн. За даними 2003, на території Ханчжоу було зареєстровано 6,4 млн населення, з них 3,9 млн — жителі міст. Організацією, що проводить найновіші зоологічні дослідження, є зоопарк Ханчжоу.
Місто є однією з історичних столиць Китаю.
У місті розташований Чжецзянський університет. З 2012 року працює метрополітен.

## Клімат
Місто знаходиться у зоні, котра характеризується вологим субтропічним кліматом. Найтепліший місяць — липень із середньою температурою 28.9 °C (84 °F). Найхолодніший місяць — січень, із середньою температурою 4.4 °С (40 °F).
| Клімат Ханчжоу          | Клімат Ханчжоу | Клімат Ханчжоу | Клімат Ханчжоу | Клімат Ханчжоу | Клімат Ханчжоу | Клімат Ханчжоу | Клімат Ханчжоу | Клімат Ханчжоу | Клімат Ханчжоу | Клімат Ханчжоу | Клімат Ханчжоу | Клімат Ханчжоу | Клімат Ханчжоу |
| Показник                | Січ.           | Лют.           | Бер.           | Квіт.          | Трав.          | Черв.          | Лип.           | Серп.          | Вер.           | Жовт.          | Лист.          | Груд.          | Рік            |
| Абсолютний максимум, °C | 21             | 26             | 30             | 32             | 35             | 37             | 38             | 38             | 37             | 36             | 31             | 25             | 38             |
| Середній максимум, °C   | 7              | 8              | 12             | 20             | 24             | 27             | 32             | 31             | 26             | 22             | 16             | 10             | 20             |
| Середня температура, °C | 4              | 5              | 10             | 16             | 21             | 25             | 28             | 28             | 23             | 18             | 12             | 6              | 16             |
| Середній мінімум, °C    | 1              | 2              | 6              | 12             | 17             | 21             | 25             | 25             | 20             | 15             | 8              | 3              | 13             |
| Абсолютний мінімум, °C  | −7             | −8             | −2             | 1              | 8              | 13             | 16             | 18             | 12             | 5              | −1             | −6             | −8             |
| Норма опадів, мм        | 60             | 90             | 120            | 130            | 150            | 210            | 130            | 150            | 170            | 80             | 60             | 50             | 1440           |
| ----------------------- | -------------- | -------------- | -------------- | -------------- | -------------- | -------------- | -------------- | -------------- | -------------- | -------------- | -------------- | -------------- | -------------- |
| Джерело: Weatherbase    |                |                |                |                |                |                |                |                |                |                |                |                |                |

## Адміністративний поділ
Міський округ поділяється на 10 районів, 1 місто і 2 повіти:
| Карта | Карта    | Карта    | Карта            |
| --- | -------- | -------- | ---------------- |
| Чуньань Ліньань Цзяньде Тунлу Фуян Юйхан ① ② ③ ④ ⑤ Сяошань Цяньтан ① Ліньпін ② Гуншу ③ Шанчен ④ Сіху ⑤ Біньцзян |          |          |                  |
| Статус | Назва    | Оригінал | Населення (2020) |
| Район | Біньцзян | 滨江区   | 503 859          |
| Район | Гуншу    | 拱墅区   | 1 120 985        |
| Район | Ліньань  | 临安区   | 634 555          |
| Район | Ліньпін  | 临平区   | 1 175 841        |
| Район | Сіху     | 西湖区   | 1 112 992        |
| Район | Сяошань  | 萧山区   | 2 011 699        |
| Район | Фуян     | 富阳区   | 832 017          |
| Район | Цяньтан  | 钱塘区   | 769 150          |
| Район | Шанчен   | 上城区   | 1 323 467        |
| Район | Юйхан    | 余杭区   | 1 226 673        |
| Місто | Цзяньде  | 建德市   | 442 709          |
| Повіт | Тунлу    | 桐庐县   | 453 106          |
| Повіт | Чуньань  | 淳安县   | 328 957          |

## Цікаві факти
- У Ханчжоу можна відвідати Китайський національний музей чаю.
- У Китаї є прислів'я: «на небі є рай, на землі є Сучжоу та Ханчжоу».

## Міста-побратими
- Бостон (англ. Boston), Массачусетс, США
- Мацуе (яп. 松江市), Сімане, Японія

## Галерея

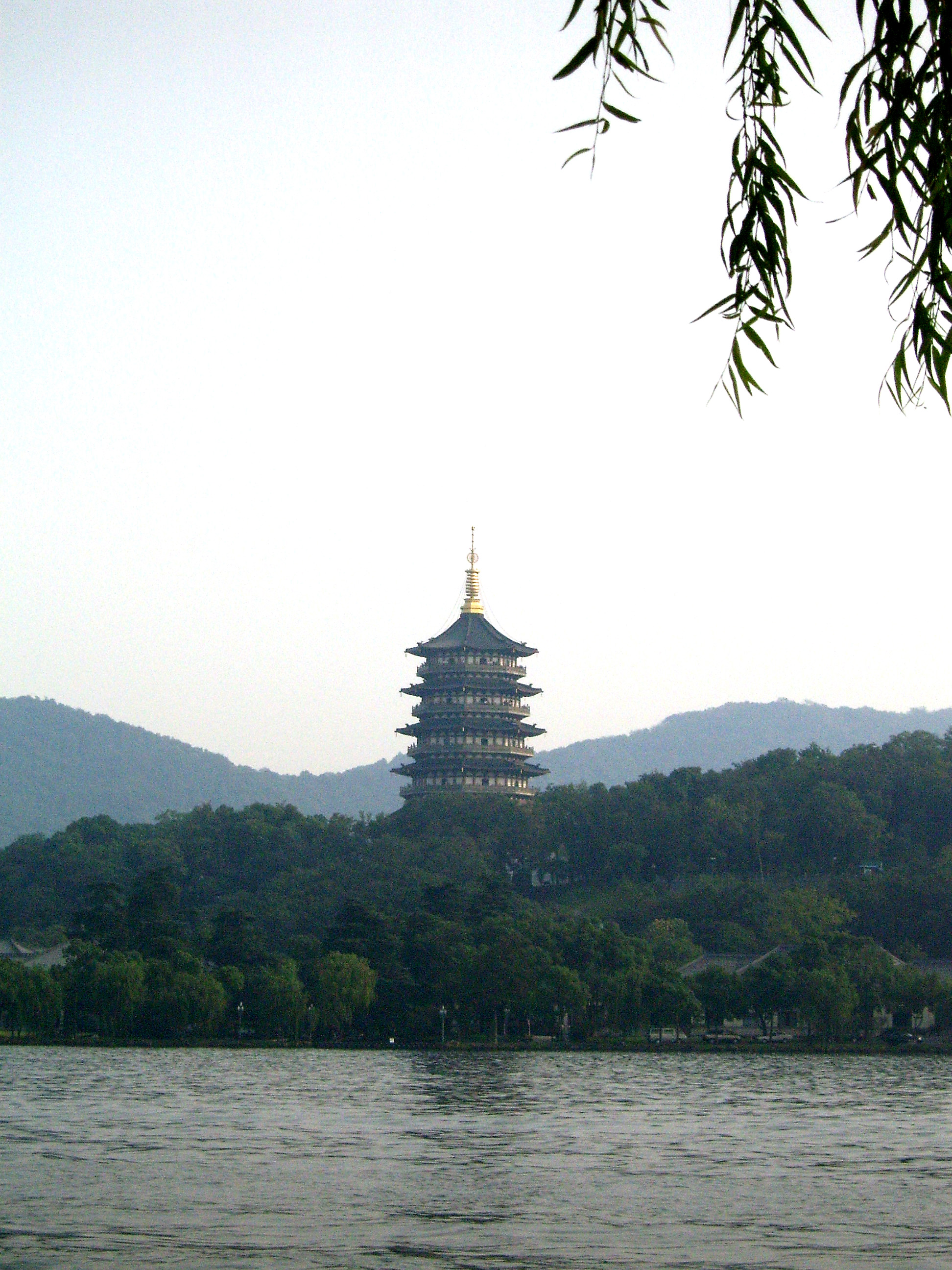
Пагода Лейфента на озері Сіху
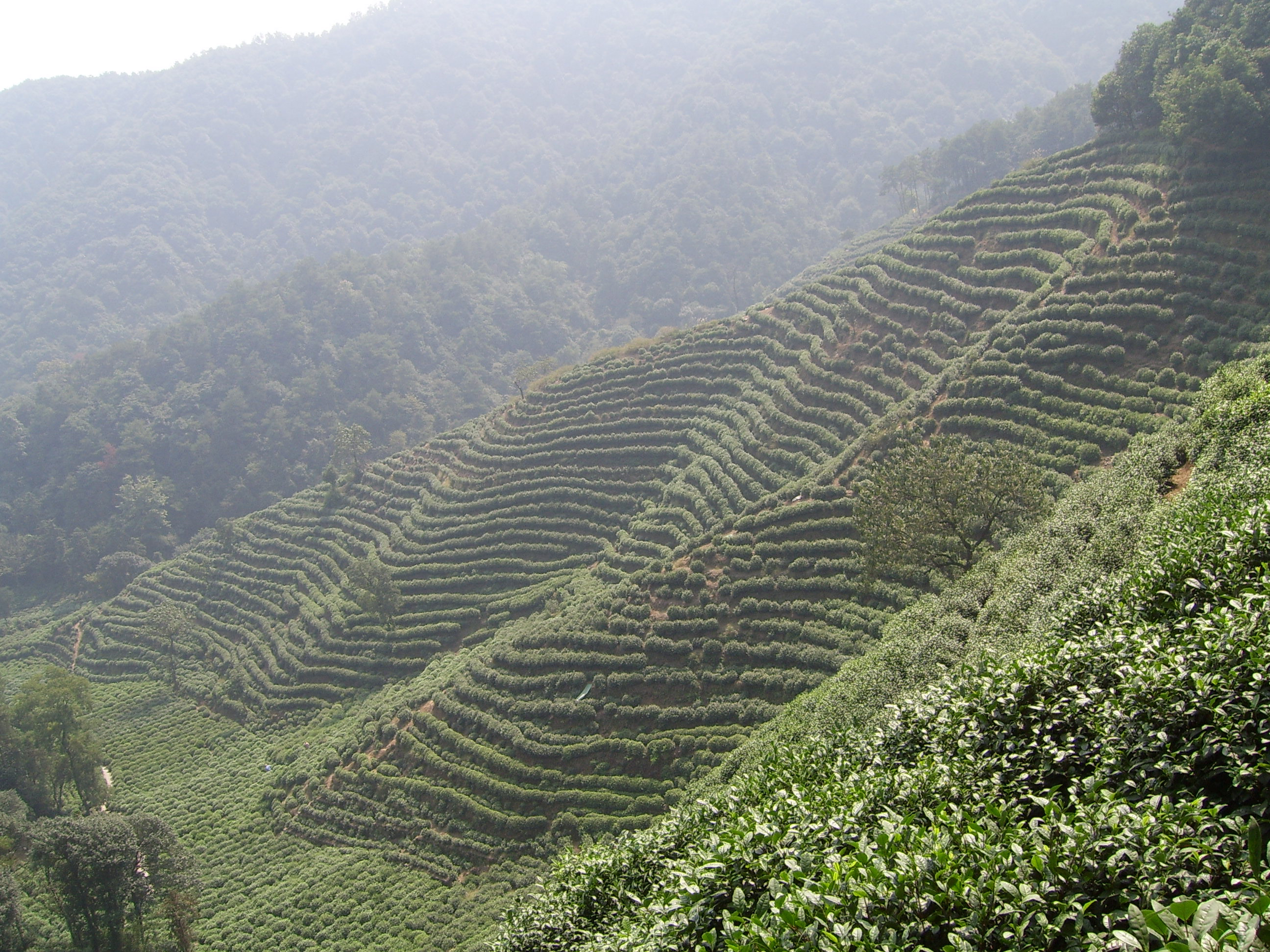
Чайні плантації у Ханчжоу
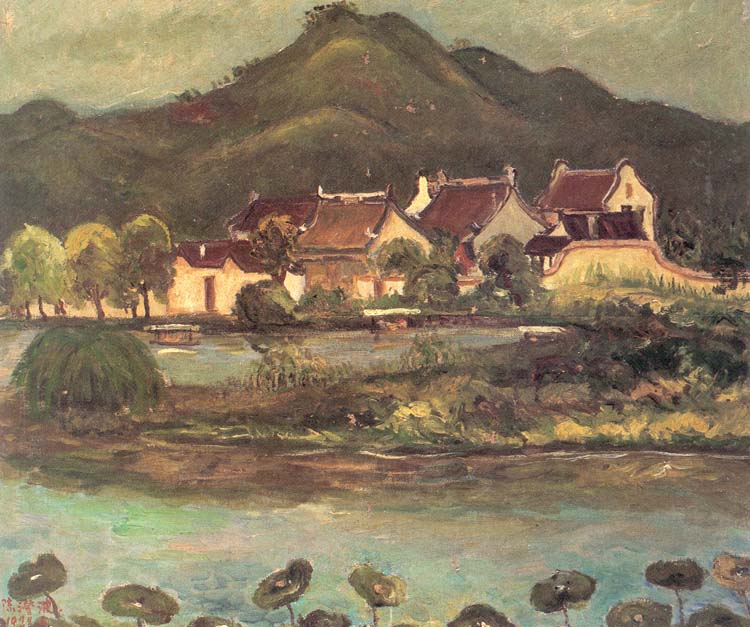
Старі будинки Ханчжоу (1938 р., олія, Чень Ченбо)
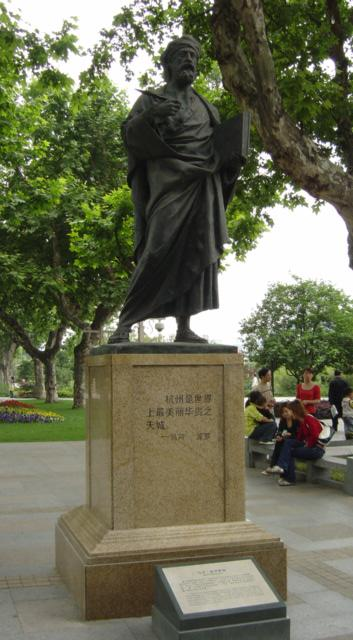
Статуя Марко Поло в Ханчжоу